# 建元 (前赵)
建元（315年三月-316年十月）是十六国时期前赵政权汉昭武帝刘聪的第三个年号，共计2年。
建元二年十一月改元麟嘉元年。
《十六国春秋》称建元元年在晋建兴二年（314年）。《资治通鉴》考异，有《汉太宰刘雄碑》云“嘉平五年岁在乙亥二月六日立”。可知改元建元在乙亥（315年）二月之后。

## 纪年
| 建元 | 元年  | 二年  |
| ---- | ----- | ----- |
| 公元 | 315年 | 316年 |
| 干支 | 乙亥  | 丙子  |

## 参看
- 中国年号索引
- 其他时期使用的建元年号
- 同期存在的其他政权年号
  - 建兴（313年四月-317年三月）：西晋皇帝晋愍帝的年号
  - 玉衡（311年-334年）：成汉政权李雄的年号